# Vladimir Potanin
Vladimir Olegovič Potanin (in russo  Владимир Олегович Потанин?; Mosca, 3 gennaio 1961) è un imprenditore russo, oligarca e miliardario, tra i più ricchi della Russia e tra i primi 55 al mondo con un patrimonio netto, secondo Forbes, di 28 miliardi di dollari nel 2021.
Si è arricchito in particolare grazie al controverso programma di prestiti per azioni in Russia all'inizio degli anni '90. Il suo principale socio in affari è stato Michail Prochorov fino a quando non hanno deciso di separarsi nel 2007. I loro asset reciproci sono stati messi in una holding, Folletina Trading, fino a quando non hanno concordato la divisione patrimoniale..
Nel gennaio 2018, Potanin è apparso nella "lista Putin" del Tesoro degli Stati Uniti di 210 individui strettamente associati al presidente russo. L'FBI ha annunciato nel luglio 2018 che ByteGrid, un fornitore di soluzioni di dati contratto per archiviare i dati del Maryland State Board of Elections, era di proprietà di una società di private equity in cui Potanin è un investitore. Un rapporto investigativo retroattivo pubblicato dal National Cybersecurity and Communications Integration Center del Dipartimento della Sicurezza Interna degli Stati Uniti non ha trovato alcuna indicazione che la rete aziendale MDSBE fosse stata compromessa.  Da allora il contratto è stato trasferito a Intelishift per precauzione.

## Biografia
Potanin nacque a Mosca, nell'ex URSS, in una famiglia comunista di alto rango. Nel 1978, ha frequentato la facoltà di relazioni economiche internazionali presso l'Istituto internazionale di Mosca (MGIMO), che ha preparato gli studenti per il Ministero degli Affari Esteri. Dopo essersi laureato nel 1983, ha seguito le orme del padre e ha continuato a lavorare per l'FTO "Sojuzpromėksport" con il Ministero del Commercio Estero dell'Unione Sovietica..

## Carriera

### Gli inizi
Durante la perestrojka, Potanin lasciò le strutture statali del commercio estero e nel 1991 creò l'associazione privata Interros utilizzando le sue conoscenze raccolte presso il Ministero del Commercio Estero e la sua precedente rete professionale. Nel 1993, Potanin divenne Presidente della neonata United Export Import Bank (ONEKSIMbank) (in russo: "ОНАКСИМ-банк"). Oneksimbank è il gemello finanziario di MFK, conosciuto anche come il gruppo bancario ONEKSIMbank-MFK vicino ad Andrej Vavilov.
Potanin è uno stretto sostenitore di Anatolij Čubajs che lo presentò al primo ministro russo Viktor Černomyrdin.
Nel 1995, Potanin fu determinante nella creazione delle aste "loans for shares" che divennero un pilastro fondamentale della riforma economica post-sovietica della Russia.  Le aste hanno permesso la svendita degli asset delle aziende russe a prezzi inferiori ai prezzi di mercato e sono considerate il momento fondatore dell'oligarchia russa. Secondo il New York Times, il piano delle aste è "considerato oggi quasi universalmente come un atto di colossale criminalità".
Dal 14 agosto 1996 al 17 marzo 1997 ha lavorato come Primo Vice Primo Ministro della Federazione Russa.
Nel 1997, Boris Jordan presentò George Soros a Potanin, il che portò il Gruppo Soros, supportato da Potanin, Anatolij Čubajs e Alfred Koch, ad avere la partecipazione di controllo nel monopolio russo delle comunicazioni sul gruppo Berezovskij-Gusinskij. Un anno dopo Soros ammise che il suo grande investimento in Svjazinvest era stato un errore. Dall'agosto 1998, Potanin ha ricoperto le cariche sia di Presidente che di Presidente del Consiglio di Amministrazione della società Interros.
Il 25 novembre 1998, Potanin raccomandò Boris Jordan per la presidenza di Sidanko, incarico che Jordan tenne fino al febbraio 1999.

### Noril'sk Nickel
Potanin e il suo socio in affari Michail Prochorov acquisirono il 54% di Noril'sk Nickel nei primi anni '90 nell'ambito dello schema "loans for shares". Potanin possiede una quota del 34%.

#### Disputa con Michail Prochorov
Nel 2007, Potanin si è separato da Prochorov, citando come motivo la breve detenzione di Prochorov da parte della polizia francese per una vicenda di prostituzione e ha annunciato l'intenzione di acquisire per un miliardo di dollari la quota di Prochorov in Noril'sk Nickel di Prochorov. A sua volta Prochorov si è dichiarato disponibile a vendere la sua quota per 15 miliardi di dollari. Alla fine Potanin ha rifiutato e l'accordo non si è concluso.
Secondo un rapporto pubblicato dalla piattaforma investigativa Meduza nel 2016, Prochorov si è rivolto a Valentin Jumašev - capo dello staff dell'ex presidente russo Boris El'cin - per un appello al presidente Vladimir Putin. Secondo quanto riferito, Putin telefonò a Potanin alla presenza di Prochorov dicendo: "È disonesto tradire i partner". Prochorov alla fine decise di vendere la sua quota del 25% di Noril'sk a Oleg Deripaska della RUSAL.
Nel marzo 2009, ha citato in giudizio Prochorov per 29 milioni di dollari per un disaccordo immobiliare a Mosca.

#### Controversia con Oleg Deripaska
Nel 2008, Deripaska ha raggiunto un accordo con Prochorov per l'acquisizione della sua quota nella Noril'sk Nickel, contro la volontà di Potanin. In cambio, Prochorov acquisì il 14% di RUSAL.
Ciò ha scatenato un conflitto di proprietà tra Deripaska e Potanin che si è protratto sino al 2012, quando Roman Abramovič è intervenuto come pacificatore acquisendo il 6,5% di Noril'sk e mantenendo così l'equilibrio di potere tra Deripaska e Potanin. La tregua impedì anche alle parti di vendere o acquisire nuove partecipazioni. L'accordo rese Potanin AD della società, in quanto possedeva circa il 30% di Noril'sk, circa il 2% in più di Deripaska.
Nel febbraio 2018, Potanin si è offerto di acquistare il 4% della partecipazione di Abramovič. A marzo è stato raggiunto un accordo di acquisizione provvisorio per Potanin per l'acquisto di una partecipazione del 2% in Noril'sk da Abramovič.

### Inquinamento ambientale
Durante tutto il mandato di Potanin come CEO, Noril'sk Nickel è stata costantemente criticata per il suo alto inquinamento ambientale, inquinamento da record. La società è stata indicata come uno dei più grandi inquinatori dell'Artico russo, e la città di Noril'sk è stata considerata tra i luoghi più inquinati della Terra. Secondo un rapporto del 2013, le operazioni di Noril'sk Nickel "scaricano circa 500 tonnellate di ossidi di rame e nichel all'anno e rilasciano altri 2 milioni di tonnellate di anidride solforosa nell'atmosfera ogni anno", rappresentando un'aspettativa di vita dei residenti locali di 10 anni al di sotto della media nazionale russa. Secondo i reportage dei giornalisti che hanno visitato la città, Noril'sk è circondata da "1,2 milioni di acri di foresta morta", e anche che  "la natura in un raggio grande quasi quanto la Germania è morta a causa di un grave inquinamento atmosferico".
Di conseguenza, sono state esercitate pressioni su Potanin da parte di Putin per ripulire le operazioni di Noril'sk Nickel. Nel 2010, Putin ha dichiarato che risolvere i problemi ecologici nell'area di Noril'sk deve essere uno dei compiti principali della leadership dell'azienda.
Nel settembre 2016, il fiume Daldykan locale è diventato rosso dopo che una sospetta rottura di un tubo di liquame della Noril'sk Nickel ha rilasciato rifiuti industriali nell'acqua. Noril'sk Nickel fu successivamente multato per un importo non divulgato dal Servizio federale russo per la supervisione delle risorse naturali.
Durante un incontro con Putin nel gennaio 2017, Potanin ha promesso di risolvere i problemi ambientali entro il 2023 attraverso la modernizzazione delle capacità con un investimento di 17 miliardi di dollari. Potanin ha dichiarato che la società ha pianificato di ridurre entro il 2023 le proprie emissioni del 75%. Nella sola area di Noril'sk, le emissioni sono state ridotte del 30-35% solo nel 2017, secondo i dati aziendali.
Nel maggio 2020, una grande fuoriuscita di petrolio si è verificata in una centrale elettrica di proprietà di Nornickel, inondando i fiumi con circa 21.000 metri cubi di gasolio, in quella che è stata descritta come la seconda più grande fuoriuscita di petrolio nella storia russa moderna.

## Vita privata
Il primo matrimonio di Potanin fu con Natal'ja Potanina, con la quale ebbe tre figli.  Si sposarono nel 1983 e divorziarono dopo 31 anni di matrimonio.  Nel 2014, Potanin si è sposato per la seconda volta, con Ekaterina, con la quale ha due figli.
Potanin parla correntemente russo, inglese e francese.
È il proprietario di tre yacht a motore di lusso costruiti da Oceanco:
- Barbara, 89 metri costruito nel 2016 e venduto nel 2017 ad un manager statunitense di hedge-fund, Felix Baker.[26]
- Serene, 134 metri, costruito nel 2011.[27]
- Anastasia, 76 metri costruito nel 2008.

Potanin è l'unico russo ad aver firmato "The Giving Pledge", con la promessa di donare almeno la metà della sua ricchezza in beneficenza.

## Riconoscimenti
- Ordine al merito per la Patria di IV classe
- Ordine di Aleksandr Nevskij